# Yilgarn
Yilgarn är en kommun i Australien. Den ligger i delstaten Western Australia, omkring 340 kilometer öster om delstatshuvudstaden Perth.
Följande samhällen finns i Yilgarn:
- Southern Cross
- Moorine Rock
- Mount Palmer